# Bandera de Sonsón
La Bandera de Sonsón es uno de los tres símbolos oficiales de la ciudad. es el emblema más utilizado en los actos políticos, cívicos y culturales de la ciudad.
Como símbolo institucional, es empleado por el gobierno municipal y sus instituciones derivadas, reposa en el despacho del alcalde, y ondea en la Casa Consistorial y los demás edificios administrativos del municipio.  La bandera está regulada por el acuerdo n.º 12 del 23 de mayo de 1997, en la cual se hacía constar lo siguiente:

“Dos franjas horizontales de igual tamaño, una de color gualda (amarillo dorado) y la otra verdinegro, las cuales tienen la siguiente simbolización:
El gualda o amarillo dorado en la parte superior, como símbolo ancestral de la riqueza aborigen de Sonsón, el patrimonio minero y a la vez, como expresión del cultivo del maíz, una de las principales fuentes agrícolas del lugar.
El verdinegro o verde oscuro en la parte inferior, acorde con el color verde símbolo de Antioquia, simboliza la hidalguía de las gentes sonsonesas, así como la prolongación de nuestras montañas.“

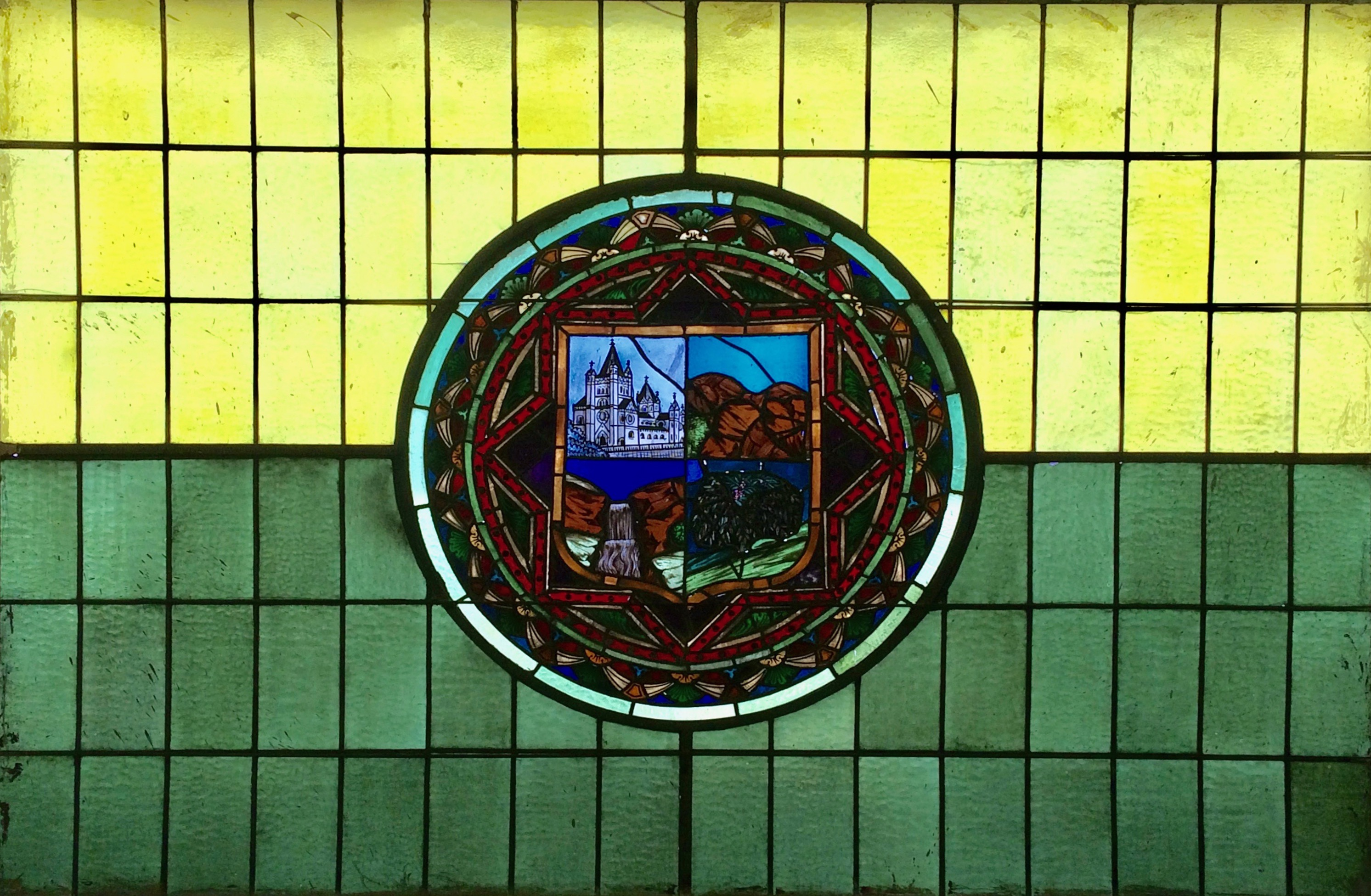
Bandera de Sonsón acompañada del primer escudo de la Ciudad; en vitral del primer piso de la Casa Consistorial.

## Historia
En julio del año de 1948, el escultor don Rómulo Carvajal Quintero, oriundo de Donmatías, naturalizado sonsoneño (1885- 1974), dirigió una propuesta a la Sociedad de Mejoras Públicas en la que presentó un proyecto de bandera para el municipio, que sería adoptada con motivo de las fiestas del maíz. La idea convenció a los miembros de la Sociedad y, de facto se convirtió en el pabellón municipal a partir de ese momento.
El 23 de mayo de 1997, tanto la bandera como el himno fueron oficialmente incorporados a los emblemas de la ciudad; este último había sido compuesto 72 años atrás.